# Potrerillos, Veracruz
Potrerillos är en ort i Mexiko.   Den ligger i kommunen Ozuluama de Mascareñas och delstaten Veracruz, i den sydöstra delen av landet, 290 km nordost om huvudstaden Mexico City. Potrerillos ligger 38 meter över havet och antalet invånare är 476.
Terrängen runt Potrerillos är platt. Runt Potrerillos är det glesbefolkat, med 11 invånare per kvadratkilometer. Närmaste större samhälle är Ozuluama, 9,6 km sydväst om Potrerillos. Trakten runt Potrerillos består till största delen av jordbruksmark.